# Protocetidae
Protocetidae é uma família de cetáceos extintos da subordem Archaeoceti.

## Classificação
- Família Protocetidae Stromer, 1908
  - Subfamília Protocetinae Stromer, 1908
    - Gênero Protocetus Fraas, 1904
    - Gênero Eocetus Fraas, 1904
    - Gênero Pappocetus Andrews, 1920
    - Gênero Babiacetus Trivedy e Satsangi, 1984
    - Gênero Takracetus Gingerich, Arif e Clyde, 1995
    - Gênero Georgiacetus Hulbert, Petkewich, Bishop, Bukry e Aleshire, 1998
    - Gênero Natchitochia Uhen, 1998
    - Gênero Maiacetus Gingerich et al., 2009

  - Subfamília Indocetinae Gingerich, Raza, Arif, Anwar e Zhou, 1993
    - Gênero Indocetus Sahni e Mishra, 1975
    - Gênero Rodhocetus Gingerich, Raza, Arif, Anwar e Zhou, 1994
    - Gênero Qaisracetus Gingerich,Ul-Haq, Khan e Zalmout, 2001